# Jevíčko
Jevíčko é uma cidade checa localizada na região de Pardubice, distrito de Svitavy.